# Čičovický kamýk
Přírodní památka Čičovický kamýk byla vyhlášena v roce 1989 a nachází se v okrese Praha-západ, asi jeden a čtvrt kilometru jižně od obce Číčovice. Důvodem ochrany je buližníkový suk, paleontologická lokalita.

## Geomorfologie
Suk o nadmořské výšce 345 metrů geomorfologicky spadá do celku Pražská plošina, podcelku Kladenská tabule a okrsku Hostivická tabule.